# Бејб (филм)
Бејб (енгл. Babe) комични је драмски анимирани филм из 1995. режисера Криса Нунана, продуцента Џорџа Милера (обојица такође сценаристи) и наратора Роска Ли Брауна. Главне улоге играју Џејмс Кромвел и Магда Шубански, уз посуђене гласове Кристине Кавано, Миријам Марголис, Хуга Вивинга и Денија Мена. Представља адаптацију романа The Sheep-Pig из 1983. аутора Дика Кинг-Смита, који је у САД познат и под насловом Babe: The Gallant Pig; говори о свињи која је узгајана као стока, која сада жели да ради посао пса овчара. Главни ликови животиња су комбинација стварних животиња и аниматроничких свиња, бордер колија и др. животиња у филму.
Након седам година развоја, Бејб је сниман у Робертсону (Нови Јужни Велс, Аустралија). Визуелне ефекте животиња како причају радио је Rhythm & Hues Studios и Jim Henson's Creature Shop. Филм је био нарочит комерцијални али и критички успех, уз зараду од 254 милиона долара у свету (наспрам буџета од 30 милиона). Имао је седам номинација за награду Оскар, укључујући ону за најбољи филм; освојио је Оскар за најбоље визуелне ефекте.
Наставак Бејб: Прасе у граду режисера Милера изашао је 1998. године.

## Радња
Бејб, сирото свињче, одабрано је као награда на такмичењу „погоди тежину” на сеоском сајму. Победник је фармер Артур Хогет, који прасе доноси кући и пушта га да живи у штали са бордер колијем Флај, њеним Рексом с којим се пари и њиховим кучићима.
Патак Фердинанд, који глуми певца и кукуриче будећи људе (због чега је спасен од клања за јело), уверава Бејба да му помогне да уништи аларм-часовник који прети његовом опстанку. Иако су успели у овоме, они пробуде Војвоткињу, мачку Хогетове, а она направи хаос у дневној соби. На састанку у штали, Рекс строго наређује Бејбу да се кани Фединанда (који је сада у бекству) и куће. Нешто касније, када су Флајини кучићи стављени на продају, Бејб је пита да ли може да је зове „мама”.
Божић доноси посету Хогетових рођака. Бејб је готово одабран за божићну вечеру, али уместо њега на сто доспева патак јер је Хогет својој супрузи (Есми) саопштио да би Бејб могао да буде од користи на следећем сеоском сајму. На дан Божића, Бејб оправдава своје постојање упозоравајући Хогета о крадљивцима његових оваца с поља. Наредног дана, Хогет види Бејба како проводи кокоши, одвајајући смеђе од белих. Импресиран, одводи га на поље и пружа му шансу да води стадо. Подстакнуте старијом овцом Ма, остале овце сарађују, али Рекс види Бејбово деловање као увреду за псе овчаре и супротставља се Флај у опасној борби. Повређује јој ногу и случајно угризе Хогета за руку при интервенцији. Рекса потом вежу у псећу кућицу, с брњицом и седативизованог, остављајући посао вођења стада Бејбу.
Једног јутра, Бејба буди овчји плач; он уочава како их три пса нападају. Иако успе да их отера, Ма је смртоносно повређена и умире ускоро. Хогет стиже и мислећи да је Бејб убио, припрема се да га упуца из пушке. Флај је нервозна и жели да открије ко је крив а ко невин, па уместо издавања наредби овцама — по први пут с њима поприча да би сазнала шта се десило. Када чује истину, трчи до Хогета и омете га у накани, док Есми помиње да је полиција рекла да су дивљи пси убијали стада и на другим сусједним фармама и пита га зашто је узео своју сачмарицу.
Када Есми оде на путовање, Хогет пријављује Бејба на локално такмичење у терању и вођењу стада. Пошто је кишовито ноћ пре, Хогет уводи Бејба и Флај у кућу. Међутим, Војвоткиња огребе Бејба када он покуша да разговара са њом, тако да је Хогет кажњава избацивањем напоље. Када је уведе касније, она се освети Бејбу речима — открива му да људи једу свиње. Престрашен, он отрчи до штале и пита Флај је ли ово истина. Следећег јутра, Флај открива да је Бејб побегао. Она и Рекс упозоравају Хогета и одлазе у потрагу за њим. Рекс га налази код оближњег гробља и Хогет га враћа кући. Међутим, он је и даље деморалисан и одбија да једе. Хогет му даје напитак из флашице за бебе, пева му If I Had Words и плеше смешним корацима. Ово Бејбу враћа веру у Хогетову наклоност према њему и почиње да једе поново.
На такмичењу, Бејб среће овце које ће водити, али оне игноришу његове покушаје да с њима разговара. Док Хогета критикују за довођење животиње која није пас и исмевају из публике што је одабрао свињу, Рекс се враћа на фарму да пита овце тамо шта да ради Бејб на такмичењу. Оне му одају тајну лозинку, уз услов обећања да ће их третирати боље од сада па надаље. Он се враћа и говори лозинку Бејбу, а онда овце прате његове инструкције без потешкоћа. Публика бива одушевљена, а Бејб осваја максималних 100 бодова од свих судија. Док седа поред фармера, Хогет га хвали стандардном али модификованом командом за псе овчаре када су успешно обавили посао: „То је то, прасе. То је то.”

## Постава
| Глумац         | Улога                |
| -------------- | -------------------- |
| Џејмс Кромвел  | Артур Хогет          |
| Магда Шубански | Есми Корделија Хогет |
| Британи Бирнс  | Хогетова унука       |
| Вејд Хејворд   | Хогетов унук         |
| Пол Годард     | Хогетов зет          |
| Зои Бертон     | Хогетова ћерка       |

### Гласови
- Роско Ли Браун као наратор
- Кристина Кавано као Бејб, свињче
- Миријам Марголис као Флај, женка бордер колија
- Хуго Вивингс као Рекс, главни пас овчар
- Дени Мен као Фердинанд, бели патак
- Миријам Флин као Ма, стара овца на Хогетовој фарми
- Руси Тејлор као Војвоткиња, Хогетина мачка
- Мајкл Едвард-Стивенс као Коњ
- Чарлс Бартлет као Крава
- Евелин Крејп као Стара овца
- Пол Ливингстон као Певац
- Џон Ервин као ТВ коментатор
- Дорис Грау као Сељанка

Флајиним кучићима глас су позајмили: Рос Багли, Џемини Барнет, Рејчел Дејви, Деби Дерибери, Кортланд Мед, Џез Рејкоул и Кевин Џамал Вудс.
Овцама су глас позајмили: Џејн Олден, Кимберли Бејли, Патрика Дарбо, Мишел Дејвисон, Џули Форсајт, Маив Џермејн, Росана Хафман, Карлил Кинг, Тина Лифорд, Џени Невинсон, Мери Линда Филипс, Пејџ Полак и Кери Вокер.

## Продукција
За потребе креирања лика Бејба коришћено је 48 различитих свиња.
Према глумцу Џејмсу Кромвелу, постојала је тензија на сету између продуцента Џорџа Милера и режисера Криса Нунана. Нунан се касније пожалио: „Не желим да стварам животног непријатеља од Џорџа Милера али мислио сам да је покушао да преузме заслуге за Бејба, покушао да ме искључи из било којег приписивања заслуга, а то ме учинило веома несигурним... Било је као када би вам ваш гуру рекао да нисте добри и то је веома узнемирујуће.” Милер је одговорио: „Крис је рекао нешто што је клеветничко: да сам уклонио његово име из заслуга на интернет сајтовима, што је једноставно апсолутна неистина. Знате, жао ми је али ја заиста имам да чиним пуно више са својим животом него да се бавим тиме... а када је у питању Бејб, визија је предата Крису на тањиру.”

## Музика
Музичка нумера за филм Бејб дело је композитора (Најџел Вестлејк) а изводи је Мелбурнски симфонијски оркестар. Класична оркестарска музика из 19. века од француских композитора такође се користи у филму, али је прикривена на разне начине и углавном интегрисана у музику претходно поменутог композитора. Тематска песма If I Had Words (текст: Џонатан Хоџ), коју пева Хогет поткрај филма, јесте адаптација дела Maestoso, финалног дела Organ Symphony (Камиј Сен-Санс), а оригинално је изведена 1977. (Скот Фицџералд и Ивона Кили). Ова песма такође се појављује у музици филма.
Постоје кратки наводи праћени музиком Едварда Грига (Peer Gynt Suite). Остала музика која се користи дело је Делибеса, Роџерса, Фореа и Бизеа.

## Пријем
Филм је био велики комерцијални успех, уз 36,7 милиона долара зараде у Аустралији односно преко 254 милиона долара у свету. Добио је критичко одобравање и на крају номинован за седам награда Оскар, укључујући категорије најбољи филм, најбољи режисер и најбољи адаптирани сценарио, тј. освојену категорију најбољи визуелни ефекти. Такође је освојио Златни глобус за најбољи играни филм — мјузикл или комедија и Сатурн за најбољи фантастични филм. На додели Музичке награде APRA 1996. освојио је награду у категорији најбоља филмска музика (Вестлејков рад). Године 2006, Амерички филмски институт ставио је филм Бејб на 80. место своје листе америчких најинспиративнијих филмова. Филм је 1996. године имао и четири номинације за награду БАФТА (категорије: најбољи визуелни ефекти, најбољи филм, најбоља монтажа и најбољи адаптирани сценарио).
Пошто је тема филма свињче, Бејб је био првобитно забрањен у Малезији да би се избегло узнемиравање или иритирање муслимана (који свиње виде као харам), с тим да је забрана укинута годину касније и филм је изашао дајрект-ту-видео.
Када је Бејб изашао у САД, објављено је да су „активисти широм земље преплављивали биоскопе лецима који документују стварна злостављања свиња”. Филм је имао значајан утицај и ефекте на пораст вегетаријанизма, углавном међу млађима. Такође је промовисао више симпатетички поглед на интелектуалне, емоционалне и социјалне капацитете животиња. Џејмс Кромвел је постао етички веган као резултат улоге фармера Хогета, рекавши: „Одлучио сам да како бих могао да причам о овоме [филму] са уверењем, морао сам да постанем вегетаријанац.” Године 1996, организовао је вегетаријанску вечеру за бескућнике Лос Анђелеса као догађај имена „Саосећајни Божић” (енгл. Compassionate Christmas); циљ је био оповргавање тврдње да је „Божић покољ”.